# Luigi Rigamonti
Luigi Rigamonti, noto anche con il soprannome il Gran Lombardo (Brescia, 7 aprile 1920 – Brescia, 15 luglio 1990), è stato un lottatore e chirurgo italiano, specializzato nella lotta greco-romana.

## Biografia
Luigi Rigamonti, detto Gino, fratello di Mario Rigamonti, ha partecipato alla XIV Olimpiade di Londra 1948, piazzandosi ottavo nel torneo dei pesi welter.
Medico chirurgo apprezzato in provincia di Bergamo e Brescia fondò il pronto soccorso dell'ospedale di Brescia. 
Ai campionati mondiali di lotta-greco romana di Stoccolma 1950 operò al cranio l'avversario Johansson, dopo che questi si infortunò, battendo la testa sull'assitto: le condizioni dello svedese peggiorarono nello spogliatoio e non essendoci nessuno disponibile ad operare intervenne prontamente lui. Per questo gesto ricevette un encomio dal re di Svezia.
È stato campione d'italia di greco-romana nel 1946 e 1949.

## Palmarès
- Campionati italiani di lotta greco-romana: 2 (Milano 1946, Roma-Firenze 1949)